# Ana Neda de Serbia
Ana Neda (en serbio: Неда Ана, también Доминика Шишман, Dominika Šišman) fue una princesa serbia del siglo XIV y emperatriz consorte de Miguel Shishman de Bulgaria, fue la hija del rey serbio, Esteban Uroš II Milutin y la princesa Ana Terter (hija de Jorge I de Bulgaria).
De su matrimonio con Miguel tuvieron tres hijos:
- Iván Esteban
- Miguel
- Shishman
- Ludovico

En 1324, Miguel Shishman se divorció de Ana Neda para casarse con Teodora Paleóloga. Ana Neda y sus hijos fueron expulsados de Tarnovo. En 1330, Miguel Shishman murió y fue sucedido por su hijo primogénito Iván Esteban. Ana Neda gobernó Bulgaria entre 1330-1331 como regente de su hijo.